# SBV Vitesse
SBV Vitesse este un club de fotbal din Arnhem, Țările de Jos, care evoluează în Eerste Divisie. Fondat în 1892, Vitesse (de la cuvântul viteză din limba franceză) este primul și singurul club din Țările de Jos deținut de un proprietar străin.

## Echipa tehnică
| Funcție             | Nume                  | Din data de       |
| ------------------- | --------------------- | ----------------- |
| Antrenor            | Peter Bosz            | 19 iunie 2013     |
| Antrenor asistent   | Hendrie Krüzen        | 19 iunie 2013     |
| Antrenor asistent   | Albert Capellas Herms | 15 noiembrie 2010 |
| Antrenor asistent   | André Paus            | 28 iunie 2013     |
| Antrenor de portari | Raimond van der Gouw  | 1 iulie 2009      |

## Performanțe

### Campionat
- Eredivisie / Campionatul Olandez de Fotbal

Locul II (5): 1897-98, 1902-03, 1912-13, 1913-14, 1914-15
Locul III (1): 1997-98
- Eerste Divisie

Campioni (2): 1976-77, 1988-89
Locul II (2): 1959-60, 1973-74
- Tweede Divisie

Campioni (1): 1965-66

### Cupă
- Cupa KNVB

Castigatori (1): 2017
Locul doi (3): 1912, 1927, 1990